# Brebos
Brebos was een geslacht van Zuid-Nederlandse orgelbouwers, afkomstig uit Lier, werkzaam in de tweede helft van de 16e eeuw. De orgelmakers Brebos bouwden orgels van Spanje tot Denemarken. Het geslacht Brebos heeft de Zuid-Nederlandse orgelbouwkunst verspreid in Spanje, zoals het geslacht Mors dit deed in Noord-Duitsland en Langhedul in Frankrijk.

## Situering in de orgelgeschiedenis
De familie Brebos behoort tot de belangrijkste Zuid-Nederlandse orgelbouwers uit de 16e eeuw, samen met de geslachten Mors, Niehoff en Langhedul. Deze orgelbouwers hadden een belangrijke invloed op de evolutie van het Europese orgel.

## De familie Brebos
Gommaar Brebos (Brebosch, Breebosch, Breebos) ging in de leer bij Jan Verryt (+1548) in Lier.
Gillis (Gielis) Brebos (+1584), zoon van Gommaar, werd opgeleid door zijn vader en ging vanaf 1552 werken in het atelier van Jan Moors in Antwerpen. In 1551 en 1557 bouwde Gillis een klein positieforgel en een nieuw orgel naast het doksaal in de zuiderzijbeuk voor de Onze-Lieve-Vrouwekathedraal (toen nog een kapittelkerk) van Antwerpen. Beide orgels van Brebos, nog geen negen jaar oud, werden verwoest bij de eerste beeldenstorm in de kerk op 20 augustus 1566. Hij verbouwde het Moors-orgel in Mechelen (1562) en bouwde een nieuw instrument voor de Onze-Lieve-Vrouwekathedraal in Antwerpen (1565-1567) met twee manualen en met de componist John Bull als adviseur. 
In 1570-1571 reisde Gillis Brebos naar Italië, wellicht als een studie-uitstap, want hij keerde snel terug naar Vlaanderen.
Uitgenodigd door koning Filips II van Spanje besloot Gillis Brebos zijn loopbaan met het bouwen van vier orgels voor het koninklijke klooster van San Lorenzo de El Escorial in 1579. Hij keerde niet meer terug naar de Lage Landen.
In Spanje werd Gillis Brebos geassisteerd door Gaspar Brebos (+1588), Michiel Brebos (+1590) en Jan (Hans) Brebos (+1609).  Men gaat er meestal van uit dat het zijn zonen waren, sommigen denken dat het zijn broers waren.
Van Hans Brebos (+1609) weten we dat hij Antwerps burger werd in 1562. Hij leerde naast het orgelmakersvak ook beeldsnijden. De veronderstelling dat hij de vervaardiger is van het snij- en beeldhouwwerk van de orgels in het Escorial, ligt voor de hand. In 1568 begaf hij zich naar Kopenhagen in Denemarken. Hij bleef er tot in 1580 en toen is hij met of achter zijn andere broers aan naar Spanje gereisd. Na de dood van Gillis heeft hij nog 25 jaar in Spanje gewerkt. Na Gillis is hij de belangrijkste Brebos-orgelbouwer.

## Orgelbouwstijl
Brebos bracht de Zuid-Nederlandse stijl naar het Escorial, maar integreerde ook lokale invloeden, waarmee hij een synthese maakte van voorheen ongerelateerde nationale stijlen. Gillis stierf voordat zijn werk was voltooid. Dit werd beëindigd door zijn familieleden. 
In de Lage Landen zijn er geen orgels of fragmenten van orgels van de Brebos familie bewaard gebleven. De vier orgels in het Escorial zijn nog bespeelbaar, maar ze zijn doorheen de jaren gewijzigd.

## Werklijst orgels

### Gillis Brebos
- 1551: klein positieforgel voor de Onze-Lieve-Vrouwekathedraal (toen nog een kapittelkerk) van Antwerpen. Verwoest bij de eerste beeldenstorm in de kerk op 20 augustus 1566
- 1557: nieuw orgel naast het doksaal in de zuiderzijbeuk voor de Onze-Lieve-Vrouwekerk (nog geen kathedraal) van Antwerpen. Verwoest bij de eerste beeldenstorm in de kerk op 20 augustus 1566
- 1558: Onze-Lieve-Vrouwekerk (nog geen kathedraal) van Antwerpen. Vernieuwing orgel Onze-Lieve-Vrouw-Broederschap
- 1559-1561: Berchem, nieuw orgel
- 1560: Leuven, Sint-Jacobskerk, nieuw orgel
- 1562: Mechelen, verbouwing Moors-orgel
- 1562: Abdij van Averbode, ombouw
- 1563-1565: Sint-Katharinakerk (Hoogstraten), nieuw orgel
- 1563-1565: Sint-Joriskerk (Antwerpen), nieuw orgel
- 1566-1567: nieuw instrument met twee manualen voor de Onze-Lieve-Vrouwekerk in Antwerpen, met de componist John Bull als adviseur. Het nieuw orgel was in 1566 voorzien voor de Onze-Lieve-Vrouw-over-de-Dijlekerk in Mechelen. In 1567 werd dit werk overgedragen aan de Onze-Lieve-Vrouwekerk van Antwerpen.
- 1567: Steenbergen, herstelling
- 1570: Sint-Walburgiskerk (Antwerpen), nieuw orgel
- 1572: Onze-Lieve-Vrouwekathedraal (Antwerpen), een nieuw orgel in de Onze-Lieve-Vrouwkapel
- 1572 (?): Neckerspoel bij Mechelen
- 1572: Sint-Andrieskerk (Antwerpen)
- 1573: Sint-Maartenskerk (Ieper)
- ca. 1575: Vorselaar
- 1578: contract met koning Filips II van Spanje voor de vier orgels van het klooster te Escorial
- 1583: een nieuw orgel voor de Capilla Real in Madrid

### Jan Brebos
- 1585: Getafe (Spanje), Sta. Maria Magdalena, werkzaamheden
- 1590: Jan Brebos maakt het orgel voor Orihuela
- 1590: kasteel van Toledo (Spanje), werkzaamheden
- 1592: kathedraal van Toledo (Spanje), contract
- 1595: Valdemoro, nieuw orgel
- 1600: voorstel aan Filips III om in de Capilla real van Madrid een nieuw orgel te maken
- 1604: klooster Sta. Maria de los Angeles te Madrid
- 1605: klooster der Jerónimas te Madrid
- 1607: kapel van het paleis te Madrid: herstelling van het orgel
- 1608: Hospital de Caridad in Illescas